# باس فان ويغن
باس فان ويغن (بالهولندية: Bas van Wegen) (26 سبتمبر 1984 بنيواخاين في هولندا - ) هو لاعب كرة قدم هولندي في مركز حراسة المرمى. لعب مع نادي إيمن ونادي هارلم وناك بريدا.

## روابط خارجية
- باس فان ويغن على موقع إي إس بي إن إف سي (الإنجليزية)
- باس فان ويغن على موقع قاعدة بيانات كرة القدم.إي يو (الإنجليزية)